# Carolientje en kapitein Snorrebaard
Carolientje en Kapitein Snorrebaard was een Vlaamse kinderserie (1980 - 1981) naar een scenario van Mil Lenssens.

## Het verhaal
Carolientje is een klein meisje dat altijd haar (speelgoed)duikbootje bij zich heeft. Op een dag ontdekt ze dat in haar duikboot een kapitein woont. Carolientje wordt klein zodat ze in het bootje kan en dan gaan ze samen op reis naar de vreemdste landen.
In totaal werden van deze reeks 26 afleveringen gemaakt.

## Personages
- Carolientje, (Ann Ricour) is het meisje dat ontdekt dat in haar speelgoedduikbootje een kapitein woont.
- Kapitein Snorrebaard, (Paul Ricour) is de kapitein van de speelgoedduikboot.
- Verteller: Nolle Versyp

## Trivia
- Het titellied werd geschreven door Bob Davidse en gezongen door Louis Neefs.
- Ann Ricour is de dochter van Paul Ricour.
- Carolientje was steeds gekleed in een rode salopet en gele bloes.
- Dit programma is een van de jeugdherinneringen die wordt aangehaald in het lied "Kvraagetaan" (2007) door de Fixkes.